# Fudbalski savez Beograda
Der Fudbalski savez Beograda (FSB) (serbisch-kyrillisch Фудбалски савез Београда – ФСБ; serbisch für „Fußballverband Belgrads“, früher Београдски лоптачки подсавез – БЛП, Beogradski loptački podsavez – BLP; „Belgrader Fußballunterverband“) ist der Dachverband aller Fußballverbände und somit auch aller Fußballvereine auf dem Gebiet der serbischen Hauptstadt Belgrad. Der am 12. März 1920 als Beogradski loptački podsavez gegründete Verband entstand im Zuge des Aufstiegs des Fußballsports in den Nachkriegsjahren und ist einer der fünf Regionalverbände, die direkt dem Fudbalski savez Srbije (FSS) untergeordnet sind, dem Serbischen Fußball-Bund.
Zum Fußballverband Belgrads gehören auch die Fußballverbände der Belgrader Vorstadtsbezirke Grocka, Lazarevac, Mladenovac, Obrenovac und Sopot. Der Sitz des Belgrader Fußballverbandes befindet sich im Stadtzentrum, genauer im Gebäude des Gradski centar za fizičku kulturu („Städtisches Zentrum für Körperkultur“), auch als Državni institut za fiskulturu – DIF („Staatsinstitut für Körperkultur“) oder Stari DIF („Altes DIF“) bekannt, das sich im Belgrader Bezirk Savski venac befindet.
Dem Verband sind 47 Ligen und 39.152 Mitglieder in 276 Vereinen mit 552 Mannschaften, sowie 630 Schiedsrichtern und bis zu 1000 Trainern angeschlossen. Daneben befinden sich 335 Fußballeinrichtungen auf dem Verbandsgebiet (Stand: 3. April 2015).

## Geschichte
Nach Ende des Ersten Weltkriegs wurde das Königreich der Serben, Kroaten und Slowenen gegründet, das sich 1929 in Königreich Jugoslawien umbenennen sollte, zudem seit 1918 auch das Königreich Serbien gehörte. Als am 18. September 1919 in Zagreb der Jugoslovenski nogometni savez – JNS („Jugoslawische Fußball-Bund“) gegründet wurde, dessen Gründungsversammlung vom serbischen Fußballpionier Danilo Stojanović geleitet wurde, legte man fest, dass insgesamt vier regionale Fußballunterverbände entstehen sollten. Einer davon sollte den Hauptsitz in der Hauptstadt Belgrad haben, der für die Fußballorganisation in Serbien zuständig sein sollte, das damals noch die Gebiete des heutigen Kosovo, Montenegro und Mazedonien umfasste. Schließlich wurde am 12. März 1920 in Belgrad der Beogradski loptački podsavez – BLP („Belgrader Fußballunterverband“) ins Leben gerufen, dessen Gründungsversammlung durch Vertreter der Belgrader Fußballklubs organisiert wurde, die Einladungen an alle Vereine verschickte, die sich im Verantwortungsbereich des neuen Verbandes befanden, so auch an Klubs mit Sitz weit außerhalb der Hauptstadt.
Die Versammlung fand in einem Saal der Gaststätte Slavija statt, bei der etwa vierzig Delegierte einen Vorstand bestimmten, mit dem Professor Dragutin Kostić an der Spitze. Unmittelbar nach der Gründung wurde eine Stadtmeisterschaft organisiert, in dem jeder gegen jeden nur einmal antrat und anfangs nur vier Vereine teilnahmen, und zwar der Belgrader SK, SK Jugoslavija, BUSK und der SK Soko, während der Srpski mač seine Teilnahme am Ende zurückzog. Der Belgrader SK gewann jede Begegnung und wurde schließlich erster offizieller Stadtmeister Belgrads. Es folgte ein erkennbarer Aufschwung des Belgrader Fußballs, denn schon bald wurden weitere Vereine gegründet und ein Ligasystem eingeführt. In der Zwischenzeit wurden weitere Verbände in Subotica, Skoplje, Veliki Bečkerek, dem heutigen Zrenjanin, und Novi Sad gegründet. Bis dahin war der Fußballverband Belgrads mit Abstand der größte Unterverband des Königreichs, sodass dieser innerhalb kürzester Zeit an enorme Bedeutung gewann.
Doch schon bald wurde klar, dass eine Entlastung aus unterschiedlichen Gründen durchaus Sinn machte, allein schon aus logistischen Gründen, denn Städte wie Skoplje, Niš und Subotica waren für die damalige Zeit relativ weit entfernt, was die Funktionalität des Verbandes erschwerte. 1930 befanden sich bereits 91 Vereine auf dem Gebiet im Verantwortungsbereich des Belgrader Verbandes, davon allein 51 in der Stadt Belgrad. Dies trug auch dazu bei, dass der Sitz des Jugoslawischen Fußball-Bundes in die Hauptstadt verlegt wurde. Dies missfiel jedoch den Sportfunktionären aus Zagreb, sodass die Kroaten schließlich die Teilnahme an der Weltmeisterschaft 1930 boykottierten. So erhielt das jugoslawische Aufgebot neben Trainer Boško Simonović allein 13 von 17 Spielern aus Belgrader Vereinen. Dennoch schlugen sich Mannschaft hervorragend.

## Verbandsgebiet

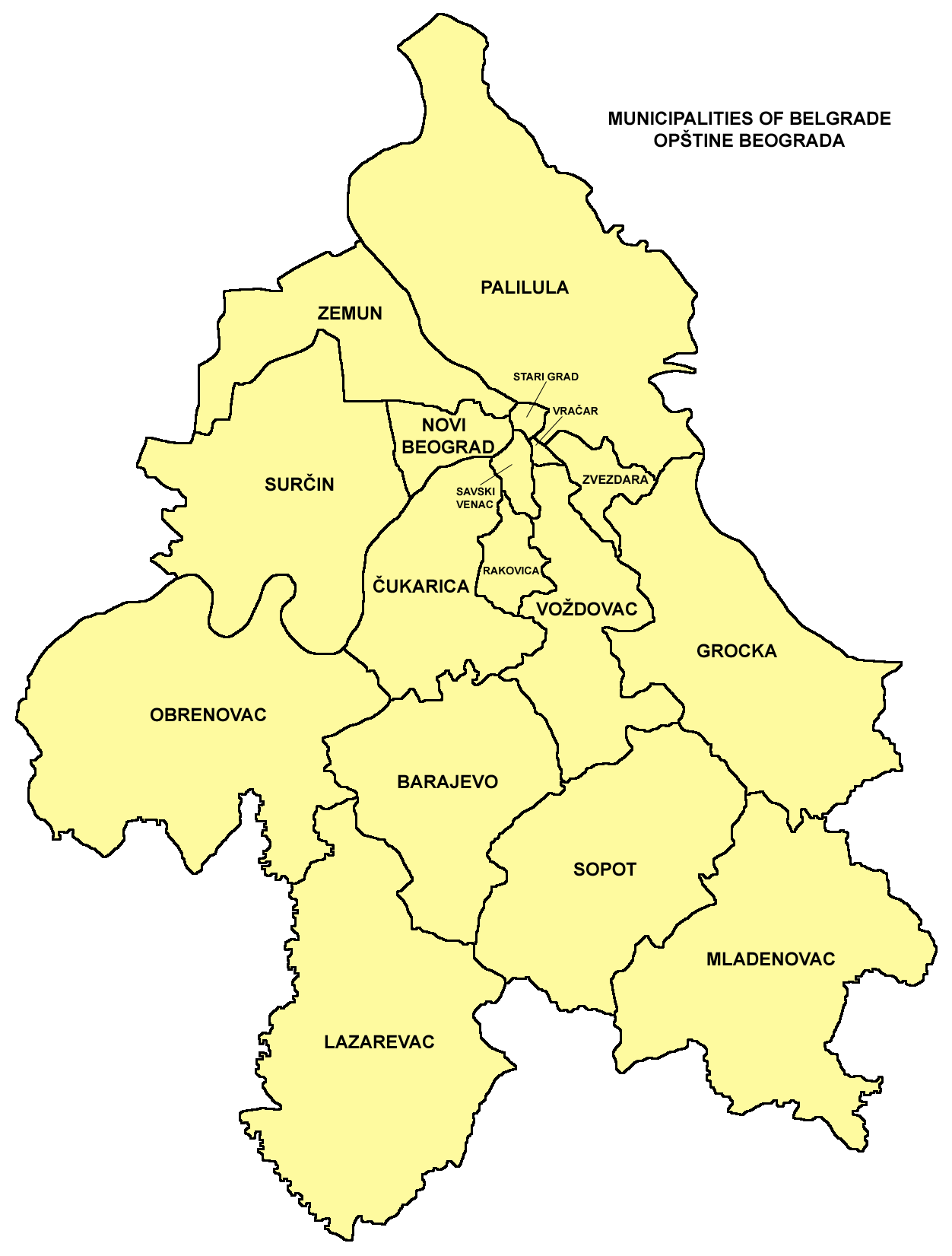
Die 17 Belgrader Bezirke, die praktisch alle mindestens einen Verein in den drei höchsten Fußball-Ligen Serbiens vertreten haben.

Das Verbandsgebiet des Fudbalski savez Beograda (FSB) erstreckt sich auf den Raum der Hauptstadt Belgrad. Diese ist mit 1,66 Millionen Einwohnern (Zensus 2011) die bevölkerungsreichste Stadt in Serbien und nach Istanbul und Bukarest die drittgrößte Metropole in Südosteuropa. Damit leben knapp über 16 Prozent der Menschen des Landes in der Hauptstadtregion, mit Abstand die größte Agglomeration in Serbien. Belgrad gliedert sich in 17 Bezirke, genauer in zehn Stadtbezirke und sieben Vorstadtbezirke.
Mit 3227 km² ist der Belgrader Bezirk flächenmäßig fast viermal so groß wie der von Berlin, der aus 14 Bezirken besteht. Damit ist die Stadt nicht nur der größte Bezirk des Landes, sondern nach Istanbul auch der zweitgrößte in Südosteuropa und einer der größten in ganz Europa. Somit nimmt Belgrad auch in fußballerischer Hinsicht eine zentrale Rolle in Serbien ein, denn dort konzentrieren sich aufgrund des Ballungsraum die meisten Fußballspieler und Vereine des Landes auf engstem Raum.
Die 17 Bezirke, die praktisch alle mindestens einen Verein in den drei höchsten Ligen Serbiens vertreten haben, und zwar in der Super liga (1. Liga), Prva liga(2. Liga) und der Srpska liga Beograd (3. Liga), sind die zehn Stadtbezirke Čukarica, Novi Beograd, Palilula, Rakovica und Savski venac, sowie Stari grad, Vračar, Voždovac, Zemun und Zvezdara. Die sieben Vorstadtbezirke sind hingegen Barajevo, Grocka, Lazarevac und Mladenovac, sowie Obrenovac, Sopot und Surčin.
Die Kernstadt besitzt eine Fläche von 359,96 km², die umgebenden Vorstadtgebiete 2862,72 km², wobei die Fläche einiger Bezirke teilweise zur Kernstadt und teilweise zur Vorstadt gehört. Die drei bevölkerungsreichsten Bezirke sind Novi Beograd mit 212.104 Einwohnern, Čukarica mit 179.031 und Palilula mit 170.593 Einwohnern. Die bevölkerungsärmsten Bezirke sind hingegen Sopot mit 20.199 Einwohnern, Barajevo mit 27.036 und Savski venac mit 38.660 Einwohnern. Einige der Vostadtbezirke besitzen eigene Fußballverbände, darunter die Bezirke Grocka, Lazarevac, Mladenovac, Obrenovac und Sopot, die jedoch alle dem Belgrader Verband unterstehen.

## Die erfolgreichsten Vereine
In diesem Kapitel werden die erfolgreichsten und geschichtlich bedeutendsten Klubs aus dem Raum Belgrad betrachtet (Stand: 18. Juli 2015). Hier trifft das vor allem auf die Vereine zu, die an den ersten drei höchsten Spielklassen des Sozialistischen Jugoslawien (1945–1992), der Bundesrepublik Jugoslawien (1992–2003) bzw. der von Serbien und Montenegro (2003–2006), sowie der von Serbien (2006–heute) teilgenommen haben. Letzteres trifft das besonders auf die Super liga (1. Spielklasse), Prva liga (2. Spielklasse) und die Srpska liga (3. Spielklasse) zu. Die 3. Spielklasse Serbiens ist in vier Sektionen aufgeteilt, davon ist die Srpska liga Beograd eine der vier Sektionen, in der im Gegensatz zu den anderen nur Vereine aus dem Belgrader Raum antreten bzw. die dem Fudbalski savez Beograda unterliegen.

### Erstklassigkeit

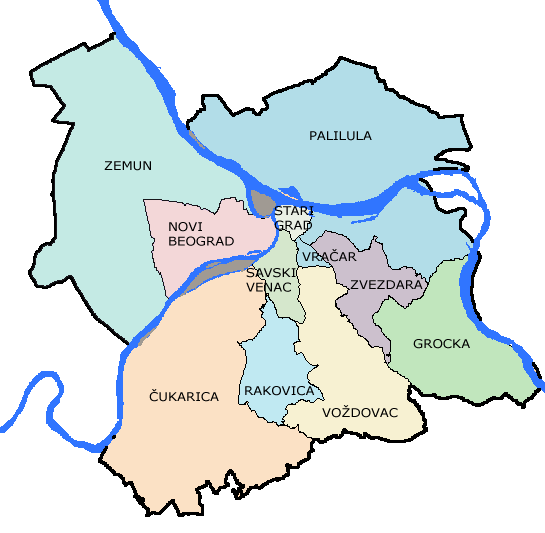
Die 10 Belgrader Stadtbezirke in den Grenzen der Kernstadt. Die meisten davon liegen südlich der Save und der Donau. Die serbischen Großklubs FK Crvena zvezda und FK Partizan befinden sich nur wenige Hundert Meter voneinander entfernt, genauer in Savski venac, im Zentrum der Metropole.

Die erfolgreichsten Vereine Belgrads, mit Abstand auch die des ehemaligen Jugoslawien und heutigen Serbien, sowie einer der erfolgreichsten in Südosteuropa, FK Crvena zvezda („Roter Stern“) und FK Partizan, die voneinander nur wenige Hundert Meter entfernt sind, stammen beide aus dem Stadtzentrum, genauer aus Savski venac. Die dritte, jedoch mit weitem Abstand treibende Kraft des Hauptstadtfußballs ist geschichtlich betrachtet der OFK Belgrad, der seinen Sitz in Nordbelgrad hat, genauer im Stadtviertel Karaburma, der in Palilula liegt. Dem OFK folgt der FK Rad aus dem Viertel Banjica, der zwischen dem zentralen Savski venac und dem südöstlichen Voždovac liegt. Letzteres ist die Heimat des FK Voždovac. Westlich von Voždovac, im südwestlichen Teil Belgrads befindet sich der FK Čukarički, derzeit einer der aufstrebendsten Belgrader Vereine, dessen Sitz das Banovo brdo ist, ein Ortsteil von Čukarica. Sie alle spielen in der Saison 2015/16 in der höchsten serbischen Fußball-Liga, der Super liga, die somit sechs Vereine von 16 Ligavereinen aus dem Raum Belgrad enthält.
Dort verbrachte auch der FK BSK Borča mehrere Spielzeiten. Der aus Palilula, genauer aus der Siedlung Borča stammende Verein, spielte von 2009 bis 2013 in der Super liga. Auch der FK Bežanija aus dem gleichnamigen Stadtteil aus dem westlich gelegenen Novi Beograd spielte zwischen 2006 und 2008 in der Erstklassigkeit. Der FK Zemun, aus der nordwestlich gelegenen und gleichnamigen Bezirk, verbrachte hingegen bisher nur eine Spielzeit dort, und zwar in der Saison 2006/2007. Dafür spielte dieser Anfang der 1980er und 1990er zu den Zeiten des Sozialistischen Jugoslawien (1945–1992) in der 1. jugoslawischen Liga (1923–1992) eine Rolle, sowie ab 1992 bis 2006 in der 1. Liga der Bundesrepublik Jugoslawien (1992–2003) bzw. in der von Serbien und Montenegro (2003–2006), der Prva liga SR Jugoslavije / Srbije i Crne Gore (1992–2006). Der 1920 gegründete FK Radnički Belgrad aus Novi Beograd war hingegen in den 1950ern in der 1. jugoslawischen Liga von Bedeutung, sowie ab 1992 bis Mitte 2000 in den höheren Ligen der Bundesrepublik Jugoslawien bzw. in denen von Serbien und Montenegro. Seit längerem spielt der Verein jedoch nur noch in den unteren Belgrader Ligen.
Ähnlich wie bei Radnički Belgrad verlief es auch beim FK Obilić, dessen Heimat im Stadtbezirk Vračar im Zentrum Belgrads liegt. Der FK Obilić spielte in den späten 1990er Jahre sogar um die höchste Meisterschaft und konnte diese als einziger Belgrader Klub neben Crvena zvezda, Partizan und OFK auch gewinnen. Ab Mitte der 2000er Jahre begann jedoch ein tiefer Fall des Vereins bis in die heutige totale Unterklassigkeit. Auch der 1930 ins Leben gerufene FK Železnik aus dem Stadtteil Železnik in Čukarica hatte während dieser Periode seine Blütezeit, aus der 2004 ein 3. Platz in der 1. Liga Serbien und Montenegros und 2005 ein überraschender Pokalsieg hervorgingen. Doch auch diesen Verein traf ein ähnliches Schicksal wie Radnički und Obilić. Daneben spielte auch der 1927 gegründete FK Radnički Obrenovac aus dem westlichen Obrenovac zwischen 2002 und 2004 in der höchsten Spielklasse der Bundesrepublik Jugoslawien, der derzeit in der 3. Liga Serbiens aufläuft.

### Zweitklassigkeit
Zu den Vereinen aus dem Raum Belgrad, die es bis zu Prva liga geschafft haben, der 2. serbischen Liga, gehören  der 1919 gegründete FK Kolubara aus dem südlichsten Vorstadtbezirk Lazarevac und der FK Teleoptik aus Zemun, der heute als das Farmteam von Partizan agiert. Der FK Kolubara spielte sogar von 1983 bis 1985 in der 2. Liga des Sozialistischen Jugoslawien. Weitere Vereine sind der 1924 ins Leben gerufene FK Mladenovac, aus dem gleichnamigen Vorstadtbezirk, sowie der 1903 als SK Soko entstandene FK BASK aus dem Stadtviertel Careva ćuprija in Čukarica, der heute älteste noch existierende Verein Belgrads, sowie einer der ältesten in diesem Teil Europas. Des Weiteren erreichte die Prva liga auch der 1937 gegründete FK Sinđelić aus Voždovac und der im selben Jahr gegründete FK Hajduk Belgrad mit Sitz im Viertel Lion, das im östlichen Zvezdara liegt. Derzeit kommen mit Bežanija, BSK Borča, Kolubara, Sinđelić und dem FK Zemun fünf Klubas von 16 Zweitligisten aus dem Belgrader Raum. Dabei verbrachte Bežanija mit 7 Spielzeiten die meiste Zeit von allen Belgrader Klubs in der Prva liga und belegt in der ewigen Tabelle der Prva liga den 3. Platz hinter FK Mladost Lučani und FK Inđija.

### Drittklassigkeit
Die Srpska liga, die 3. Liga Serbien, ist in vier Sektionen aufgeteilt, davon ist die Srpska liga Beograd eine der Sektionen, in der im Gegensatz zu den anderen Sektionen nur Vereine aus dem Belgrader Raum antreten bzw. die dem Belgrader Fußballverband unterliegen. Derzeit sind dort der BASK und Radnički Obrenovac sowie Teleoptik und Železnik die bedeutendsten Vereine.

## Vereine in den höchsten Ligen 2015/16
| Bezeichnung         | Anzahl | Mannschaften                                                                  |
| ------------------- | ------ | ----------------------------------------------------------------------------- |
| Super liga          | 6      | OFK Beograd, FK Crvena zvezda, FK Čukarički, FK Partizan, FK Rad, FK Voždovac |
| Prva liga           | 5      | FK Bežanija, FK BSK Borča, FK Kolubara, FK Sinđelić, FK Zemun                 |
| Srpska liga Beograd | 16     | Alle aus dem Raum Belgrad                                                     |